# Kaplica św. Anny w Potoce
Kaplica pod wezwaniem św. Anny – drewniana kaplica prawosławna w Potoce. Należy do parafii Przemienienia Pańskiego w Topolanach, w dekanacie Gródek diecezji białostocko-gdańskiej Polskiego Autokefalicznego Kościoła Prawosławnego.
Obiekt znajduje się na cerkwisku, w miejscu murowanej cerkwi św. Jerzego, zniszczonej w czasie I wojny światowej (ruiny rozebrano w 1940 r.).
Kaplica, ufundowana przez Andrzeja Szuma, została zbudowana w latach 2018–2019 i poświęcona 5 października 2019 r. przez arcybiskupa białostockiego i gdańskiego Jakuba. Upamiętnia zniszczoną cerkiew św. Jerzego oraz ofiary zbrodni w Potoce, dokonanej w maju 1945 r.
przez 1 szwadron 5 Wileńskiej Brygady AK, pod dowództwem Zygmunta Błażejewicza.
W 2021 r. kaplica została wyposażona w ikonostas (poświęcony 22 sierpnia tegoż roku przez arcybiskupa Jakuba).